# Colegiala
Colegiala è un film del 1940 diretto da Eduardo de Castro, con protagonisti Rogelio de la Rosa e Carmen Rosales.
Annoverato tra le più celebri pellicole filippine dell'era prebellica, è uno dei film del sodalizio cinematografico Rosales-de la Rosa, dal grande successo durante gli anni quaranta.